# Volo Varig 967
Il volo Varig 967 era un volo cargo internazionale scomparso il 30 gennaio 1979 durante il viaggio dall'aeroporto internazionale di Narita in Giappone all'aeroporto internazionale di Rio de Janeiro-Galeão in Brasile, con scalo all'aeroporto internazionale di Los Angeles. Né l'aereo, un Boeing 707-323C cargo, né i sei membri dell'equipaggio sono mai stati ritrovati.

## Sfondo

### L'aereo
L'aereo coinvolto era un Boeing 707-323C, numero di costruzione 19235, numero di linea 519, consegnato nuovo ad American Airlines col numero di registrazione N7562A il 31 agosto 1966, infine venduto e consegnato a Varig come PP-VLU il 28 marzo 1974. Il jet era alimentato da quattro motori Pratt & Whitney JT3D-3B.

### L'equipaggio
L'equipaggio di volo era composto dal comandante Gilberto Araújo da Silva, 55 anni, seguito dal primo ufficiale Erni Peixoto Mylius, 45, Antonio Brasileiro da Silva Neto (39) ed Evan Braga Saunders (37), entrambi col grado di secondo ufficiale, e gli ingegneri di volo José Severino Gusmão de Araújo, 42, e Nicola Exposito, 40.
Nel 1973, il comandante da Silva era stato il pilota del volo Varig 820, un Boeing 707 che trasportava 134 persone che effettuò un atterraggio di emergenza vicino all'aeroporto di Orly, a Parigi, ma si incendiò con 123 vittime. Nel 1979, al momento della scomparsa, aveva accumulato più di 23.000 ore.

## La sparizione
Il 30 gennaio 1979, il 707 scomparve durante il tragitto dall'aeroporto internazionale di Narita all'aeroporto internazionale di Rio de Janeiro-Galeão. Si perse ogni contatto radio 30 minuti dopo il decollo del velivolo brasiliano, a circa 200 km (120 mi) ENE di Tokyo. In particolare, il carico includeva 53 dipinti di Manabu Mabe, di ritorno da una mostra di Tokyo, per un valore di 1,24 milioni di dollari. Né il relitto né i dipinti furono mai ritrovati.